# Posició d'escaire

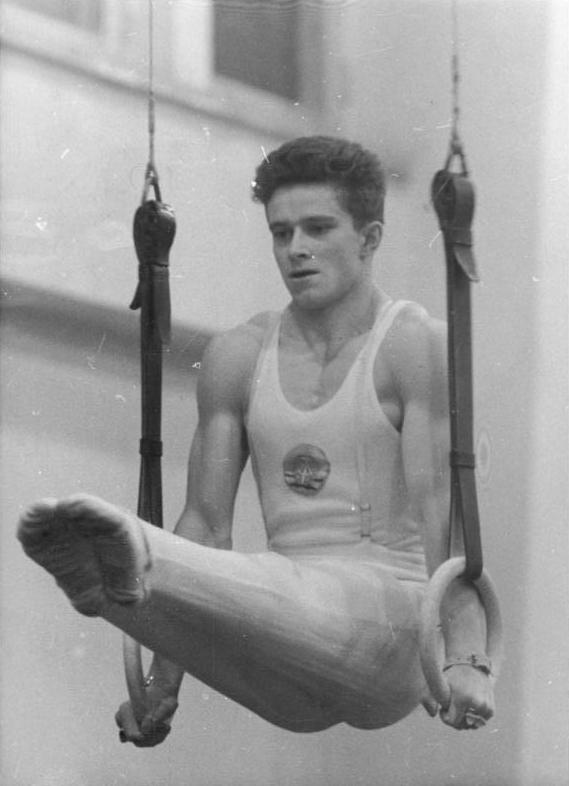
Una gimnasta executa un quadrat a les anelles

En l'esport (gimnàstica), la posició d'escaire és una figura estàtica, consistent a mantenir les cames horitzontals, esteses cap endavant per la sola força dels músculs abdominals, mentre que el tronc és vertical, recolzat sobre les mans, la qual cosa forma un angle de 90°. Les cames es poden eixamplar o tancar.
Aquesta figura es pot realitzar a terra o a un aparell com anelles i barres paral·leles i es considera un element bàsic en un encadenament.